# Mukungwa FC
El Mukungwa FC es un equipo de fútbol de Ruanda que milita en la Tercera División de Ruanda, la tercera liga de fútbol más importante del país.

## Historia
Fue fundado en la ciudad de Ruhengeri y es el club más importante de la ciudad, ya que es el único equipo de Ruhengeri que ha jugado en la Primera División de Ruanda, la cual han ganado en dos ocasiones, ambas de manera consecutiva.
Era uno de los clubes dominantes del fútbol de Ruanda en la década de los años 1980s hasta que la liga fue parada por problemas políticos en 1991, por lo que el club no fue el mismo. No juegan en la máxima categoría desde el año 2005.
A nivel internacional han participado en 2 torneos continentales, en los cuales nunca han podido superar la primera ronda.

## Palmarés
- Primera División de Ruanda: 2

1988, 1989

## Participación en competiciones de la CAF
| Temporada | Torneo                            | Ronda      | Club              | Casa | Visita | Global |
| --------- | --------------------------------- | ---------- | ----------------- | ---- | ------ | ------ |
| 1989      | Copa Africana de Clubes Campeones | 1          | AS Vita Club      | 1-2  | 0-4    | 1-6    |
| 1990      | Copa Africana de Clubes Campeones | Preliminar | Malindi FC        | 2-1  | 0-0    | 2-1    |
| 1990      | Copa Africana de Clubes Campeones | 1          | Al Hilal Omdurmán | 0-2  | 0-4    | 0-6    |